# 妙宣寺 (尾道市)

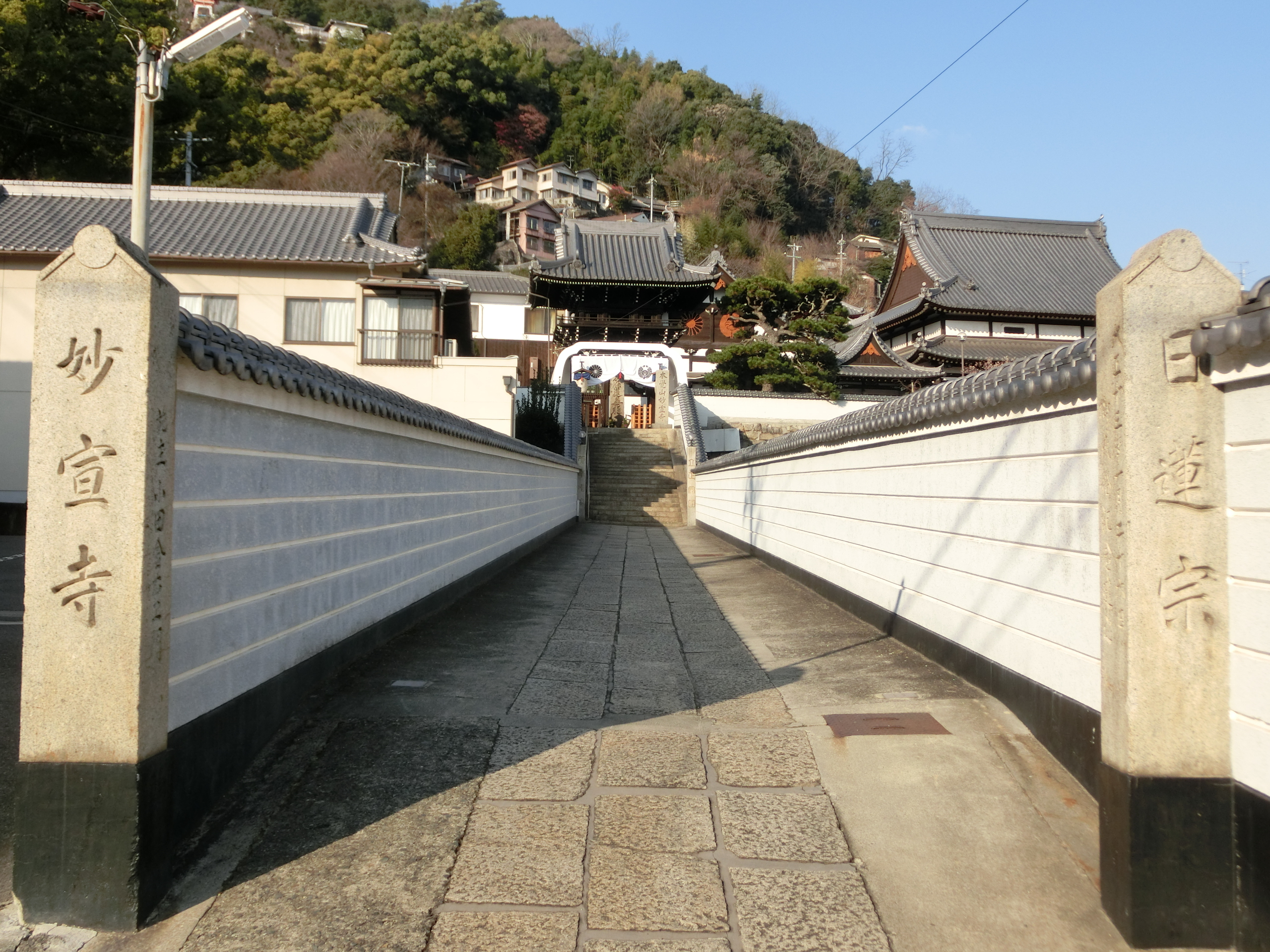
妙宣寺

妙宣寺（みょうせんじ）は、広島県尾道市長江にある日蓮宗の寺。幕末明治維新の史跡でもある。山号は本覚山。旧本山は大本山妙顕寺（四条門流）。

## 歴史
文和3年（1354年）大覚妙実が開基。慶応3年（1867年）片岡大記が本陣を置いた。

### 伽藍

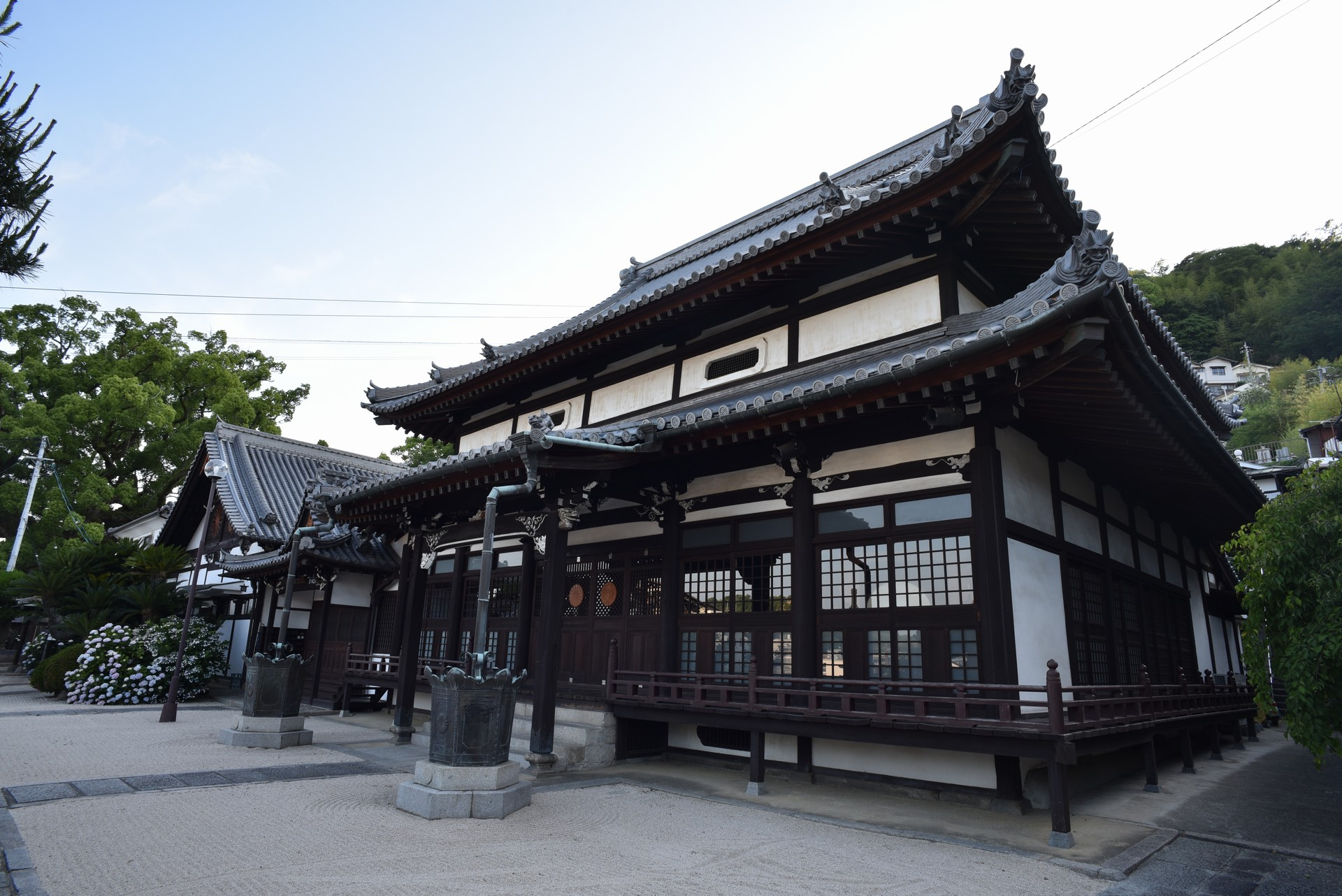
本堂

- 本堂　文明2年（1782年[要検証 – ノート]）再建。
- 清正堂　本妙寺と同作の加藤清正像を祀る。
- 冬桜　11月上旬から3月下旬頃まで咲く。

## その他
- 尾道門前市　春と秋に開催される。

## 参考資料
- 日蓮宗寺院大鑑編集委員会『宗祖第七百遠忌記念出版 日蓮宗寺院大鑑』大本山池上本門寺、1981年

座標: 北緯34度24分40秒 東経133度12分2.7秒 / 北緯34.41111度 東経133.200750度